# Lilith (počítač)

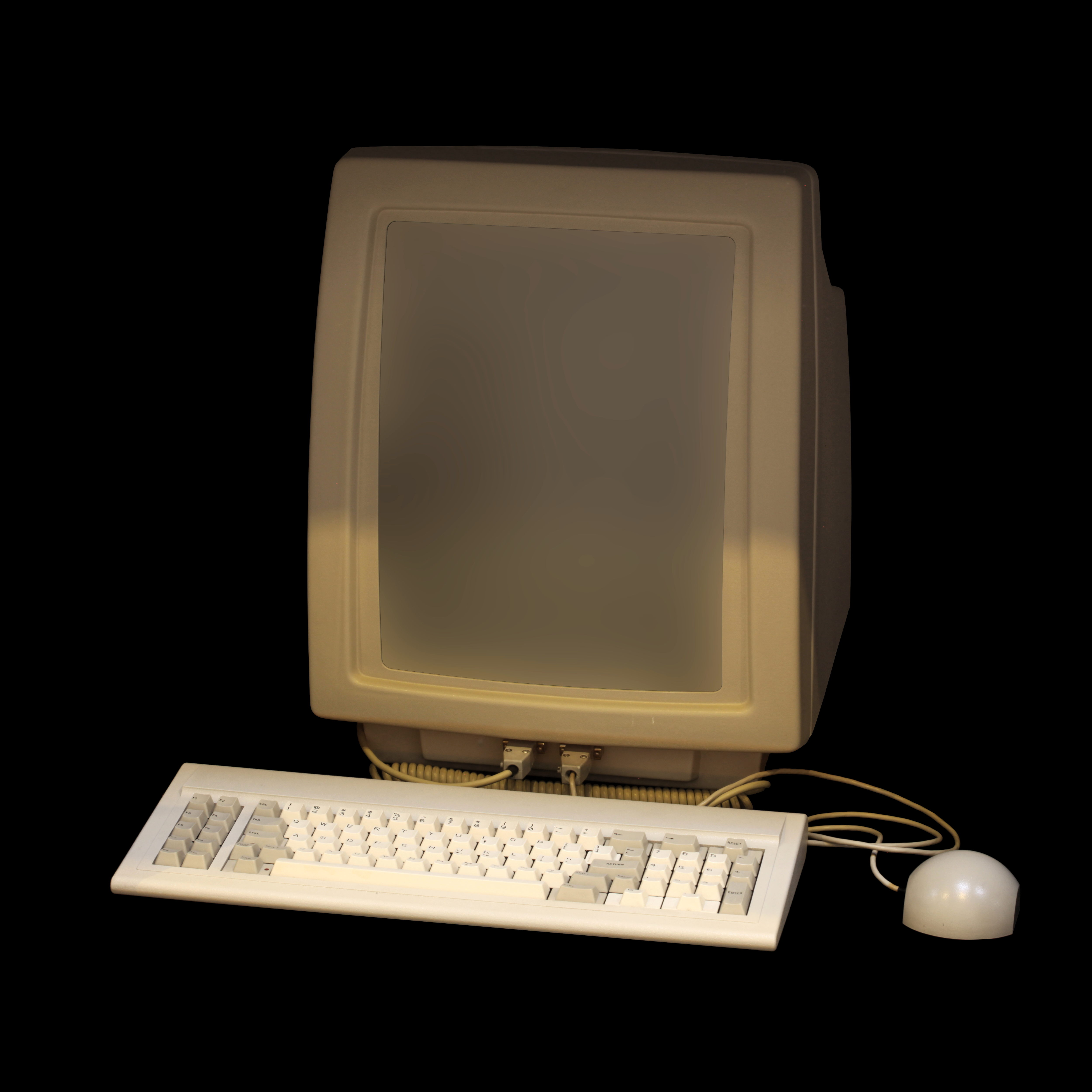
Obrazovka orientovaná na výšku, klávesnice a myš počítače Diser Lilith

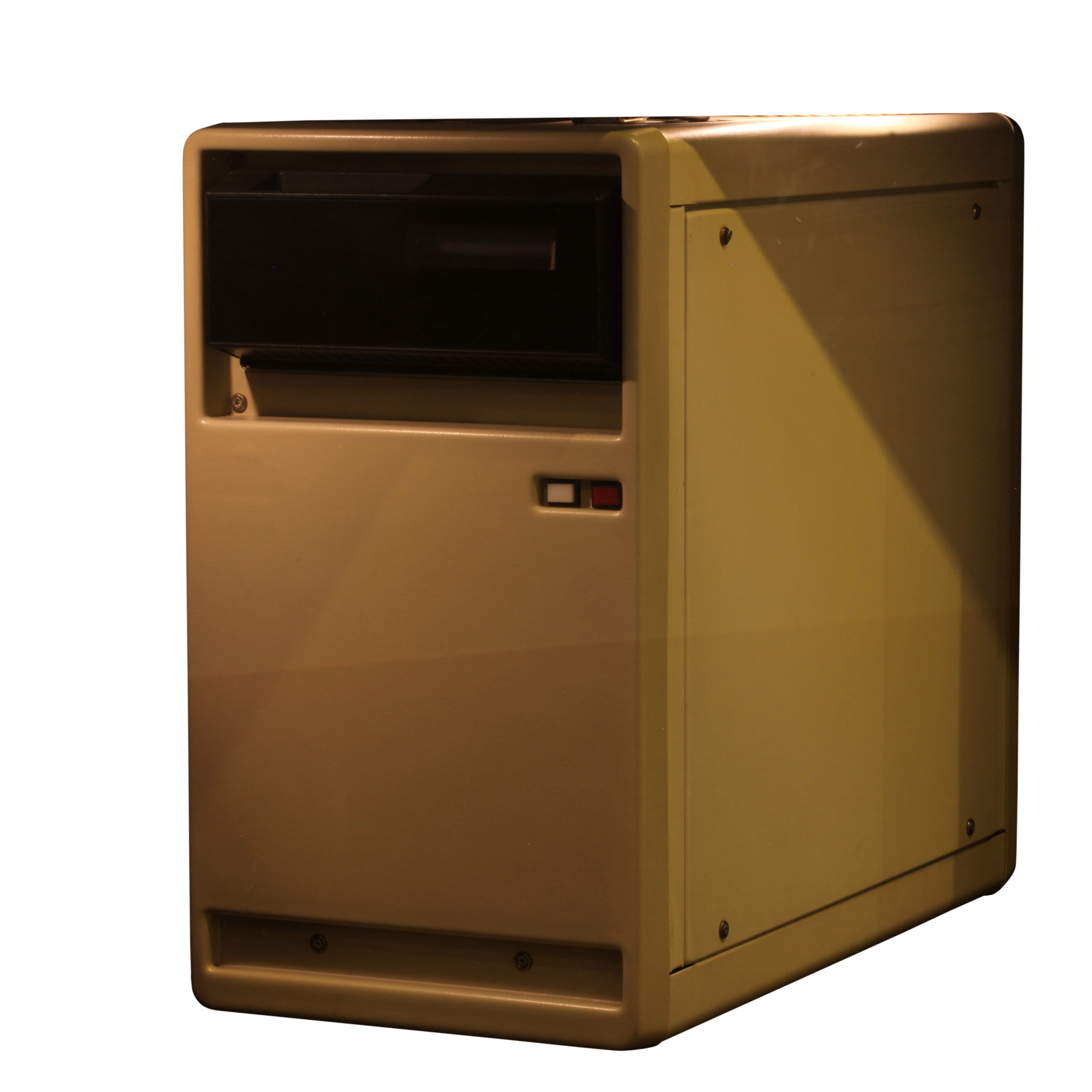
Centrální jednotka počítače Diser Lilith

DISER Lilith je pracovní stanice s řezovým procesorem AMD 2901 vytvořená v rámci projektu zahájeného v roce 1977 na ETH Zürich skupinou vedenou Niklausem Wirthem. Do roku 1984 bylo těchto pracovních stanic vyrobeno několik stovek. Stanice měly CRT displej s vysokým rozlišením umožňující zobrazit celou stránku A4, myš, rozhraní pro laserovou tiskárnu a síťové rozhraní. Programové vybavení kompletně napsané v jazyce Modula-2 zahrnovalo relační databázi Lidas.
Sven Erik Knudsen ve svém příspěvku ve sborníku „Art of Simplicity“ uvádí, že hodinová frekvence počítače Lilith byla okolo 7 MHz, což poskytovalo výkon 1 až 2 miliony instrukcí (nazývaných M-code) za sekundu. (...) Hlavní paměť první verze měla 65 536 16bitových slov, ale později byla zvětšena na dvojnásobek. Normální programy v jazyce Modula-2 však mohly pro ukládání proměnných používat pouze prvních 65,536 slov.
Řezový procesor počítače Lilith byl navržen tak, aby přímo interpretoval mezikód vytvářený překladačem jazyka Modula-2.

## Historie
Vývoj pracovní stanice Lilith byl ovlivněn stanicí Xerox Alto firmy Xerox PARC (1973), kde Niklaus Wirth trávil svůj sabatikl v letech 1976 až 1977. Protože si nemohl dovézt systém Alto do Evropy, rozhodl se v letech 1978 až 1980 vytvořit zcela nový systém nazývaný DISER (zkratka z Data Image Sound Processor and Emitter Receiver System) od nuly. Systém později prodávala stejnojmenná firma. Po svém druhém sabatiklu v PARC v roce 1985 navrhl operační systém Oberon a pracovní stanici Ceres považovanou za následníka počítače Lilith. 
Počítač Lilith měl speciálně navrženou myš, kterou později používaly počítače Smaky. Inspirovala první myši vyráběné firmou Logitech.